# Industrieverband Fahrzeugbau
Industrieverband Fahrzeugbau (скор. IFA) - об'єднання виробників транспортних засобів у НДР.

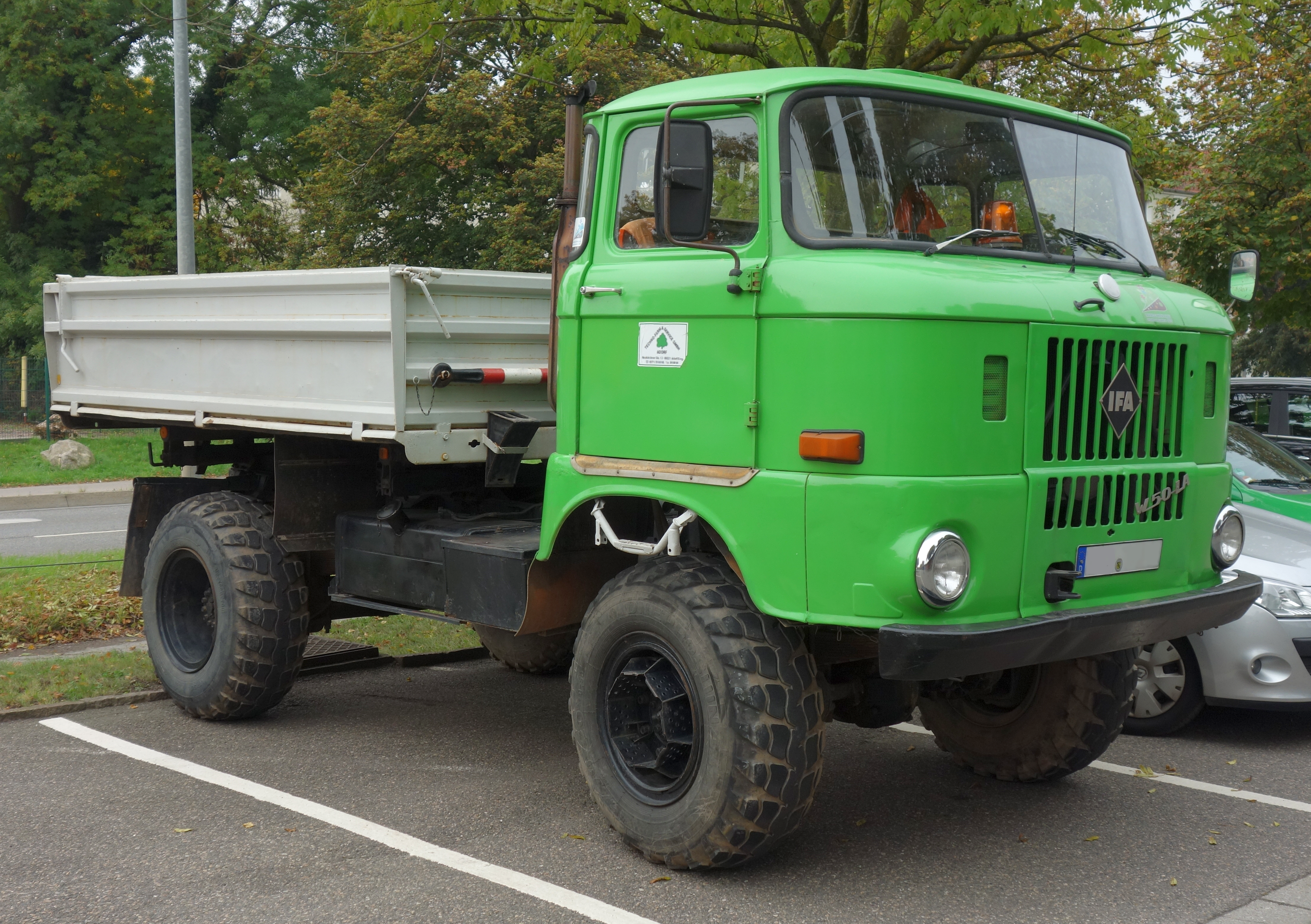
IFA W50

За наказом Радянської військової адміністрації у Німеччині конфісковані підприємства було об'єднано у 65 промислових управліннях.
З 18 західносаксонських заводів, які виробляли транспортні засоби, 1 липня 1946 року було створено «Промислове управління № 19» (Industrieverwaltung 19 Fahrzeugbau) із штаб-квартирою у Хемніці. 1 липня 1948 року це «IV 19» було розширено на всю територію радянської зони окупації Німеччини та отримало назву «IFA Vereinigung Volkseigener Fahrzeugwerke».
Об'єднання належали такі марки, як Trabant, Wartburg, Barkas, Robur, Multicar, Simson та MZ.